# Alejandro Barbudo
Alejandro Barbudo Lorenzo (Leganés, 26 de mayo de 2001) es un futbolista español que juega como defensa central en el CD Mirandés de la Segunda División de España.

## Trayectoria
Formado en la cantera de la AD Alcorcón, debuta con el filial el 1 de septiembre de 2019 al partir como titular en un empate por 2-2 frente a la DAV Santa Ana de la Tercera División de España. Tras un buen rendimiento en el filial alfarero, el 10 de julio de 2021 se oficializa su incorporación en calidad de cedido al Real Unión de la nueva Primera Federación, debutando el 25 de septiembre al entrar como suplente en una derrota liguera por 1-2 frente al CD Badajoz, donde además anotó un gol.
Al término de su cesión, firma en propiedad por el CD Mirandés de la Segunda División de España.

## Clubes
Actualizado al último partido disputado el 20 de diciembre de 2022.
| Club                | País   | Año       | Partidos | Goles |
| ------------------- | ------ | --------- | -------- | ----- |
| AD Alcorcón "B"     | España | 2019-2022 | 28       | 1     |
| Real Unión (cesión) | España | 2021-2022 | 25       | 2     |
| CD Mirandés         | España | 2022-act. | 12       | 2     |